# Google Wifi
Pour les articles homonymes, voir Google WiFi (homonymie).
Google Wifi est un routeur sans fil conçu par Google et compatible avec la topologie mesh.
Le routeur vise à fournir une excellente couverture Wi-Fi partout dans la maison tout en gérant plusieurs appareils actifs en même temps,,.
Le Google WiFi a été annoncé lors de l'événement #MadeByGoogle le 4 octobre 2016.
Le routeur supporte la norme 802.11ac avec des antennes à 2,4 GHz et à 5 GHz, et il supporte le filtrage spatial. Il est décrit comme ac1200, donc il devrait offrir environ 900 Mb/s pour les connexions 5 GHz et 300 Mb/s pour celles de 2,4 GHz. Il dispose également de deux ports Gigabit Ethernet. Il dispose de beaucoup de puissance de traitement avec un processeur quad core, 512 Mo de mémoire vive et 4 Go de mémoire flash.